# Fala-Rede

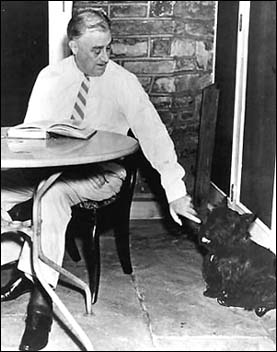
Franklin D. Roosevelt mit seinem Hund Fala in seinem Landhaus in Warm Springs (Georgia)

Die Fala-Rede war eine Wahlkampf-Rede des US-amerikanischen Präsidenten Franklin D. Roosevelt zur Präsidentschaftswahl 1944. Er hielt sie am 23. September 1944 vor der Transportarbeiter-Gewerkschaft International Brotherhood of Teamsters, Chauffeurs, Warehousemen and Helpers of America (heute International Brotherhood of Teamsters). Namensgebend war der damalige Hund des Präsidenten, der Scottish Terrier Fala.
In den Monaten zuvor war Roosevelt von Politikern der republikanischen Opposition mit dem erfundenen Vorwurf konfrontiert worden, er habe Fala während einer Truppen-Inspektionsreise auf einer Insel der Aleuten vergessen und einen Zerstörer der United States Navy ausgesandt, um ihn abzuholen. In einem Abschnitt der Rede ging Roosevelt auf die Vorwürfe ein und hob ironisch hervor, wie sehr derartige Anschuldigungen seinen sparsamen Hund kränken würden. Im Übrigen war die Rede eine Wahlkampfrede wie viele, die sowohl wegen der Erwähnung des Hundes als auch wegen Diffamierungen des politischen Gegners durch Anspielungen auf NS-Politiker heftige Kritik erhielt, aber auch wegen des gezielten Einsatzes Falas als rhetorisches Meisterstück gelobt wurde. Unbestritten ist, dass sie Richard Nixon dazu inspirierte, auf das drohende Ende seiner politischen Karriere am 23. September 1952 mit der Checkers-Rede zu reagieren.

## Hintergrund

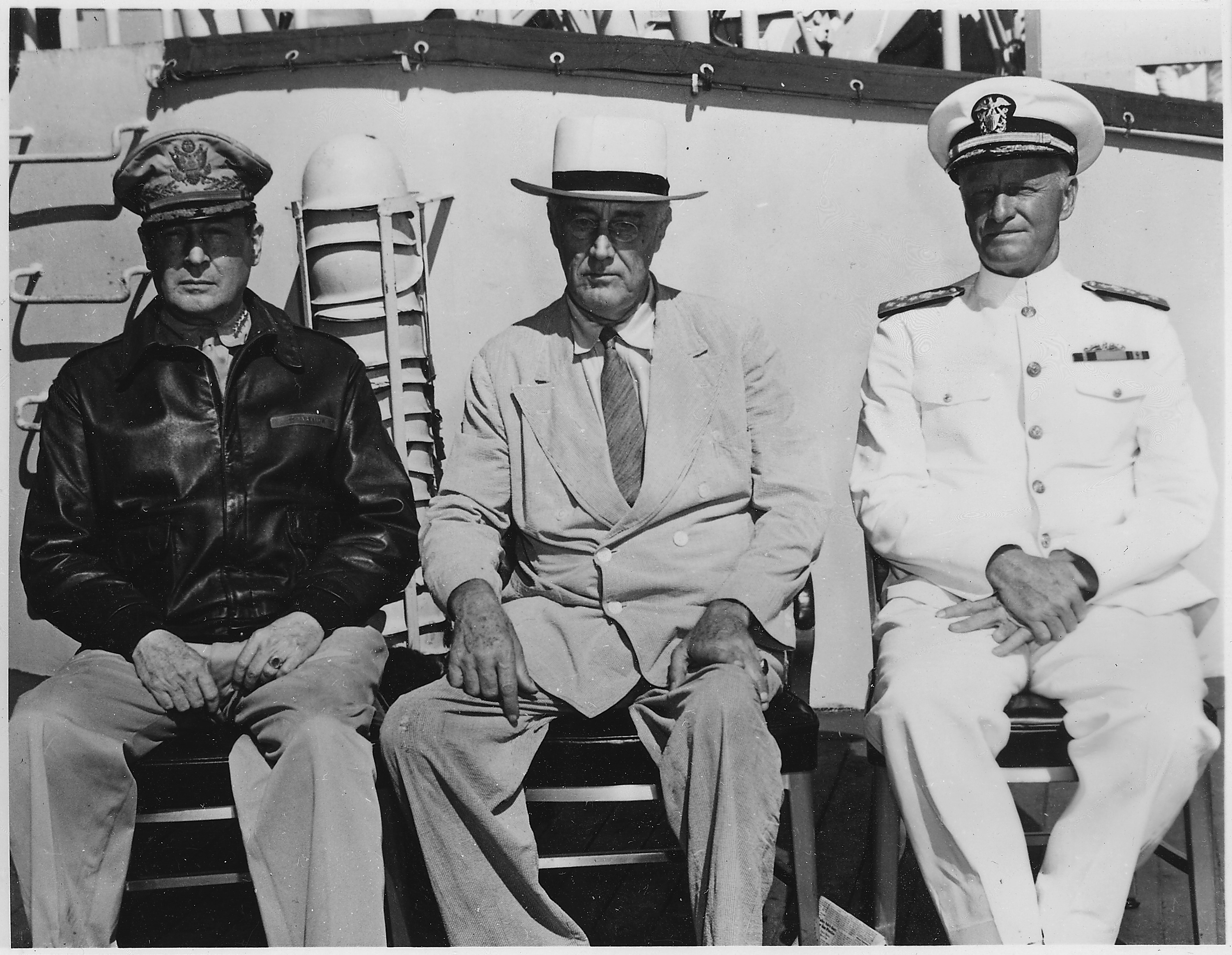
General Douglas MacArthur, Franklin D. Roosevelt und Admiral Chester Nimitz auf Hawaii, 26. Juli 1944

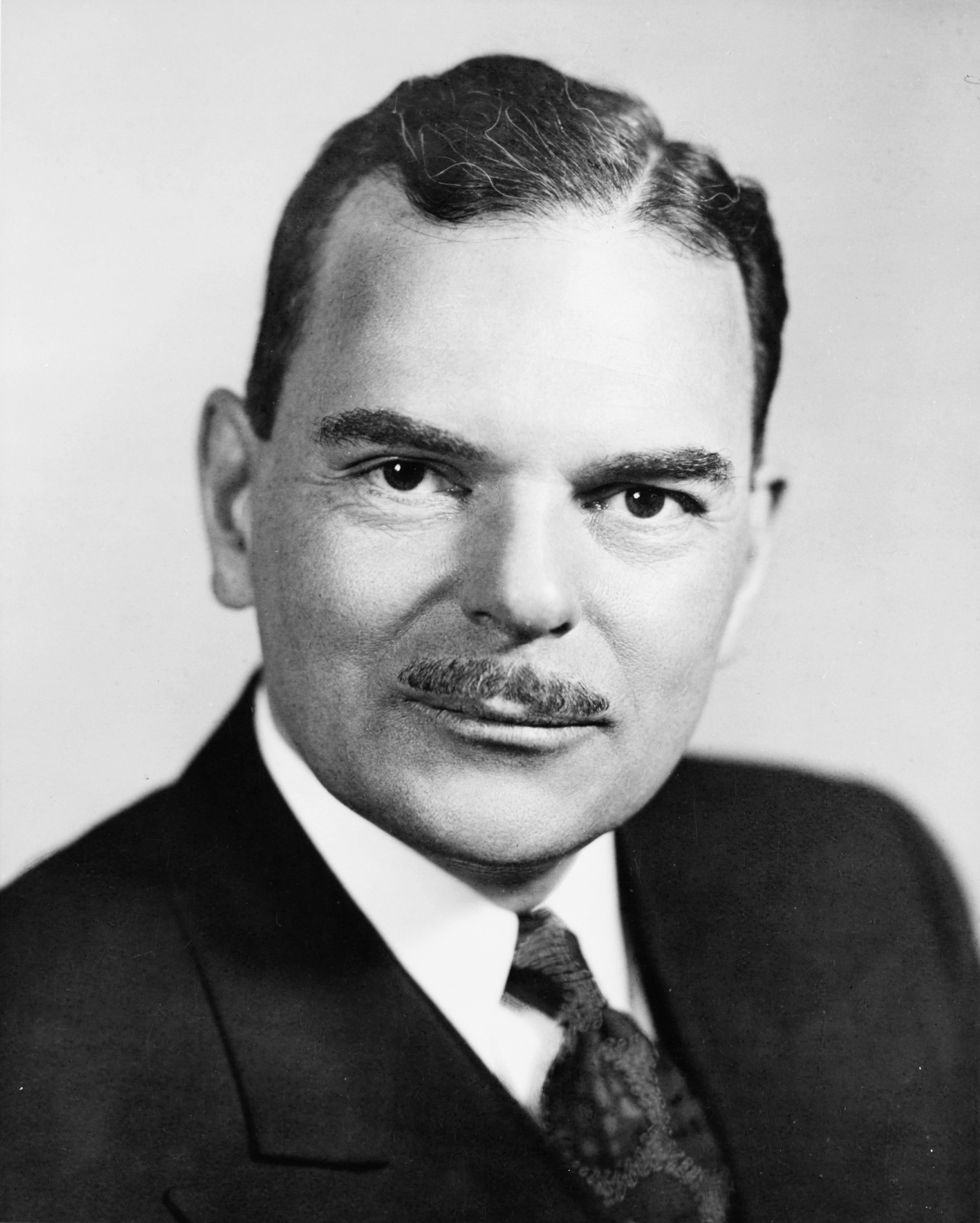
Gouverneur Thomas E. Dewey, der republikanische Herausforderer um das Präsidentenamt

Im Spätsommer 1944 standen in den USA zwei Themen ganz oben auf der politischen Tagesordnung: der Krieg und der Wahlkampf. Am Kriegsschauplatz Europa entwickelten sich die Dinge positiv, drei Monate zuvor waren amerikanische Truppen in der Normandie gelandet, und die Befreiung von Paris lag vier Wochen zurück. Ein vergleichbarer Durchbruch stand im Pazifikkrieg noch aus. In den für den 7. November 1944 angesetzten Präsidentschaftswahlen strebte Roosevelt eine vierte Amtszeit an. Er amtierte zu diesem Zeitpunkt bereits länger als irgendeiner seiner Vorgänger und genoss in der Bevölkerung nach wie vor große Popularität. Sein republikanischer Herausforderer Thomas E. Dewey konzentrierte sich im Wahlkampf auf Angriffe gegen Roosevelts Politik des New Deal und forderte einen schlankeren Staat. Seit einiger Zeit liefen Gerüchte über Roosevelts schlechten Gesundheitszustand um, der sich durch seinen anstrengenden Wahlkampf nicht verbessert habe.
Ab dem 15. Juli hatte Roosevelt eine Reihe von Truppenbesuchen durchgeführt. Die Reiseroute führte zunächst mit dem Präsidentenzug an die Pazifikküste und anschließend per Schiff nach Hawaii und Alaska. Am 22. Juli hielt Roosevelt in San Diego, Kalifornien von der Plattform seines Zuges eine Radioansprache, mit der er die soeben durch den Wahlkongress der Demokratischen Partei erfolgte Nominierung für die Präsidentschaftswahlen im November annahm. Die New York Times berichtete darüber mit zwei Fotos, eines zeigte Roosevelt bei der Rede, mit seinem Sohn James und dessen Ehefrau. Das zweite zeigte seinen Hund Fala vor einem Radio mit der Unterschrift „Fala hört auf seinen Herrn“. Anschließend ging die Reise an Bord des Schweren Kreuzers USS Baltimore weiter nach Hawaii, sie trafen dort am 26. Juli ein. Roosevelt traf sich an Land mit Admiral Chester Nimitz und General Douglas MacArthur.
Die Reise führte weiter auf den Marineflieger-Stützpunkt auf Adak Island (Aleuten), wo Roosevelt am 3. August eine Rede vor Soldaten hielt. Dort sollte Roosevelt späteren Angriffen einiger Oppositionspolitiker zufolge seinen Hund vergessen haben. Am 9. August traf die Baltimore mit dem Präsidenten in Alaska ein. Die Presseberichterstattung über die Reise fand aus Sicherheitsgründen nur bruchstückhaft und verzögert statt, am 12. August meldete die New York Times beiläufig, dass der Präsident „mit Fala“ auf dem Weg zu den Aleuten sei. Am selben Tag hielt Roosevelt an Bord eines Zerstörers vor dem Marinestützpunkt Puget Sound Naval Shipyard im Bundesstaat Washington eine Radioansprache, in der er den Verlauf der Reise und seine Vorstellungen für den weiteren Verlauf des Krieges sowie die Zeit danach darlegte. Roosevelt hatte die Rede selbst verfasst, die Ansprache wurde in heftigem Wind auf dem Deck eines Zerstörers gehalten, und Roosevelt trug dabei zum ersten Mal seit mehr als einem Jahr seine Beinschienen, die wegen seines Gewichtsverlusts nicht mehr richtig passten. In Teilen der Öffentlichkeit und auch bei seinen Anhängern vermittelte er den Eindruck eines alten, kranken Mannes, die Rede wurde selbst unter seinen Mitarbeitern als eine seiner schlechtesten aufgenommen. Politische Freunde waren besorgt, und die Opposition betrachtete ihn bereits als „erledigt“.
Bis in den September 1944 hatte Roosevelt keine wesentlichen Schritte im Wahlkampf unternommen. Er hatte den Vorteil des Amtsinhabers und verzichtete zunächst auf öffentliche Auftritte als Wahlkämpfer. Anfang September änderte er jedoch seine Strategie, von der ihm vorgehaltenen “Rose garden strategy” (deutsch: „Rosengarten-Strategie“), bezogen auf den Rosengarten seines malerischen Landsitzes in Hyde Park, New York, abzurücken und einen richtigen Wahlkampf zu führen. Mit einer energischen Kampagne wollte der Präsident vor allem Gerüchten über seinen schlechten Gesundheitszustand entgegenwirken.

## Vorwurf und offizielle Reaktion

Harold Knutson, Abgeordneter des Staates Minnesota im Repräsentantenhaus

Im August 1944 hatte die republikanische Abgeordnete im Repräsentantenhaus Clare Boothe Luce aus Connecticut zwei Artikel als Gastautorin in einer Klatschkolumne veröffentlicht. Darin behauptete sie, dass Admiral Nimitz dem Präsidenten von dessen Reise abgeraten habe, weil die erforderlichen Sicherheitsmaßnahmen Air Force und Navy unnötig belasten würden, und die Reise keinen militärischen Nutzen habe. Am 31. August wurde sie im Repräsentantenhaus von dem Abgeordneten Michael J. Bradley aus Pennsylvania deswegen zur Rede gestellt, dieser wollte aus höchsten Kreisen der Marine erfahren haben, dass die Behauptung Luces „absolut und eindeutig“ unwahr sei. Nach einem kurzen, heftigen Wortgefecht zwischen Bradley und zwei republikanischen Abgeordneten wurde dem Republikaner Harold Knutson aus Minnesota das Wort erteilt, der als Abgeordneter stets für eine streng isolationistische Haltung der USA eingetreten war:

„Ich habe die beiden Artikel der Dame aus Connecticut gelesen. Ich halte sie für sehr zurückhaltend. Es gibt einige Dinge die sie im Zusammenhang mit der jüngsten Reise – oder Spritztour – des Präsidenten in den Pazifik hätte erwähnen können, aber sie hat es unterlassen. Sie hat das Land weder darüber informiert, dass der Präsident von einer Flottille aus Schlachtschiffen, Kreuzern und Zerstörern begleitet war, die draußen im fernen Pazifik die Japse hätte bekämpfen müssen, noch hat sie das Gerücht kommentiert, dass Falla (sic!), dieser kleine Scotch Terrier, auf dem Rückweg versehentlich auf den Aleuten zurückgelassen wurde, und dass sie die Abwesenheit des kleinen Hündchens nicht entdeckten, bevor die Gesellschaft Seattle erreichte, und dass erzählt wird, dass ein Zerstörer tausend Meilen weit geschickt wurde um ihn abzuholen.“

Am folgenden Tag antwortete der demokratische Abgeordnete John W. McCormack aus Massachusetts im Plenum auf Knutsons Vorhaltungen: “Fala is the President's dog. A lot of people in this country have dogs that they love, and a lot of people admire the President for his affection for his dog” (deutsch: „Fala ist der Hund des Präsidenten. Viele Menschen in diesem Land haben Hunde, die sie lieben, und viele Menschen bewundern den Präsidenten wegen seiner Zuneigung zu seinem Hund“). Unter Berufung auf den Vorsitzenden des Vereinigten Generalstabs, Admiral William D. Leahy, erklärte er weiter: “The story about the dog is made out of whole cloth. The dog was never lost. The dog was never sent for” (deutsch: „An der Geschichte ist nichts dran. Der Hund war nie verloren gegangen. Der Hund wurde niemals abgeholt.“)
Knutson erwiderte darauf, wie alle Redebeiträge an den Sprecher des Hauses gerichtet:

Mr. Speaker, if there is no foundation to the doggie story, of course I am happy. The fact nevertheless remains that in a statement by Drew Pearson in his radio broadcast a week ago, when he said that the President's trip cost the American taxpayers 20,000,000, has not been challenged or denied.

„Herr Vorsitzender, wenn die Hundegeschichte einer Grundlage entbehrt bin ich natürlich glücklich. Dennoch bleibt die Tatsache bestehen, dass eine Aussage Drew Pearsons vor einer Woche in seiner Radiosendung, dass der Ausflug des Präsidenten den amerikanischen Steuerzahler 20 Millionen Dollar gekostet habe, nicht bestritten worden ist.“

Auch das Weiße Haus dementierte die Vorwürfe umgehend. Knutson erklärte am 1. September, dass er sich in seinem Wissen um die Tierliebe des Präsidenten dazu habe verleiten lassen, den Vorwürfen Glauben zu schenken. Dennoch wiederholte er seine Attacke Mitte September und forderte von Admiral Leahy eine Auskunft darüber, ob der Hund mit einem Flugzeug abgeholt worden sei. Im Repräsentantenhaus meinte er weiter:

„Der Hund ist oft, und mit gutem Grund, als der beste Freund des Menschen bezeichnet worden. Keinem guten Amerikaner, keinem guten Präsidenten und keinem guten Oberbefehlshaber wäre es jedoch eingefallen, ein Flugzeug zur Rettung seines Hundes loszuschicken. Ohne zu zögern hat der Präsident nicht nur ein Flugzeug, sondern Tausende Flugzeuge und unsere Jungs ausgesandt, um das britische Königreich und den russischen Kommunismus zu retten. Er konnte kein Flugzeug entbehren, um seinen besten Freund zu retten.“

Die republikanische Presse nahm die Gelegenheit wahr und thematisierte die Behauptungen Knutsons ausführlich. Die New York Times kommentierte den Vorgang damit, dass in die „Rempeleien“ zwischen republikanischen und demokratischen Abgeordneten „Persönlichkeiten“ wie Roosevelt, seine Ehefrau und Fala einbezogen worden seien.

## Die „Fala-Rede“
Bereits vor seiner Abreise zur Zweiten Québec-Konferenz Mitte September hatte Roosevelt seinen Redenschreibern Samuel I. Rosenman und Robert E. Sherwood den Auftrag für eine Rede auf dem Kongress der International Brotherhood of Teamsters, Chauffeurs, Warehousemen and Helpers of America (heute International Brotherhood of Teamsters), der mächtigen Gewerkschaft der Transportarbeiter, am 23. September erteilt. Während seiner Teilnahme an der Konferenz machte sich Roosevelt selbst Gedanken über die Inhalte der Rede, und sandte seine Vorstellungen an Rosenman und Sherwood. Dabei war auch der erste Entwurf der Passage über Fala, den er gegenüber Rosenman als einen „glücklichen Einfall“ („happy thought“) bezeichnete.
Am 23. September 1944 antwortete Roosevelt öffentlich auf die gegen ihn erhobenen Vorwürfe. Der Vorsitzende der Gewerkschaft, Daniel J. Tobin, war im Vorjahr von Roosevelt als Arbeitsminister vorgesehen gewesen und hatte das Amt abgelehnt. Dennoch war die Veranstaltung für Roosevelt nach dem New Deal ein Treffen mit Freunden. Roosevelt begann seine Rede mit Anspielungen auf seinen angeblichen Gesundheitszustand, um anschließend seine Arbeitsmarktpolitik und die Rüstungspolitik zu verteidigen:

„Nun sind wir also wieder zusammen, nach vier Jahren. Und was waren das für Jahre! Sie wissen, dass ich tatsächlich vier Jahre älter geworden bin. Einige Leute scheinen sich darüber zu ärgern. Tatsächlich sagt uns die Mathematik, dass Millionen von Amerikanern mehr als elf Jahre älter sind als zu dem Zeitpunkt, als wir damit begonnen haben den Müll wegzuräumen, der uns 1933 vor die Füße geworfen worden ist.
Wir alle wissen, dass bestimmte Leute, die aus Gewohnheit die Errungenschaften der Arbeiter abschätzig beurteilen, oder sogar die Arbeiterschaft als unpatriotisch angreifen, daran drei Jahre und sechs Monate festhalten. Aber dann, aus einem sonderbaren Grund, ändern sie ihren Tonfall – alle vier Jahre, kurz vor dem Wahltag. Wenn es um Wählerstimmen geht, entdecken sie ihre Liebe für die Arbeiter, und sie sorgen sich darum, die Arbeiter vor ihren alten Freunden zu beschützen.
[…]
Aber die vielleicht lächerlichste Wahlkampflüge besteht darin, zu behaupten, dass meine Regierung bei der Vorbereitung auf den bevorstehenden Krieg versagt hätte. Ich glaube nicht einmal, dass Goebbels so etwas versucht hätte. Weil ihm nicht im Traum einfiele, dass die amerikanischen Wähler vergessen haben könnten, wie die Republikaner im Kongress und anderswo jeden Versuch unternommen haben, die Maßnahmen der Regierung zur Warnung der Bevölkerung und zur Vorbereitung der Nation zu blockieren und zu vereiteln. Viele derjenigen, die jeden Gesetzentwurf unserer Verteidigungspolitik bekämpft haben, kontrollieren nach wie vor die republikanische Partei – schauen sie sich die Namen an – und sie würden bei einem Wahlsieg im Herbst die Kontrolle über die Partei und den Kongress erhalten.“

Es folgte die kurze Passage, in der Roosevelt seinen Hund Fala erwähnte und auf die republikanischen Angriffe im Zusammenhang mit seinem Hund antwortete, und der die Rede ihre Bezeichnung verdankt. Unmittelbar nach diesem wenig mehr als eine Minute währenden Redeabschnitt wandte sich Roosevelt wieder politischen Themen zu:

„Diese Führer der Republikaner haben es nicht dabei belassen, mich, meine Frau und meine Söhne anzugreifen. Nein, damit nicht genug, jetzt geht es auch gegen meinen kleinen Hund, Fala. Natürlich nehme ich Angriffe nicht übel, genausowenig wie meine Familie, aber Fala nimmt sie übel. Sie wissen, Fala ist ein Schotte. Als Fala erfuhr, dass die republikanischen Romanschriftsteller im Kongress und anderswo eine Geschichte zusammengebraut haben, nach der ich ihn auf den Aleuten vergessen und auf Kosten des Steuerzahlers von zwei, oder drei oder acht oder zwanzig Millionen Dollar einen Zerstörer auf die Suche nach ihm geschickt hätte, war seine schottische Seele schwer getroffen. Seitdem ist er nicht mehr derselbe Hund. Ich bin daran gewöhnt, bösartige Lügen über mich zu hören, ich sei alt, wurmstichig oder würde mich als unentbehrlich darstellen. Aber ich denke, ich habe das Recht, mich über verleumderische Behauptungen über meinen Hund zu ärgern und ihnen zu widersprechen.
Nun, wir kennen die alten Sprüche. Die Menschen in diesem Land kennen die Vergangenheit zu gut, um sich täuschen zu lassen. Dafür steht zu viel auf dem Spiel. Vor uns liegen Aufgaben, die wir mit jener Entschlossenheit, Fähigkeit, Intelligenz und Hingabe erfüllen müssen, die uns auf der Straße zum Sieg so weit geleitet haben. Wir haben die Aufgabe, diesen schrecklichsten aller Kriege so schnell wie möglich mit dem geringstmöglichen Verlust an Menschenleben siegreich zu beenden. Wir haben die Aufgabe, eine Weltordnung zu schaffen, die dafür sorgt, dass der einmal errungene Frieden nicht erneut gestört wird. Und wir haben in der Heimat die Aufgabe, die Kriegswirtschaft wieder in eine Friedenswirtschaft umzuwandeln.
Diesen Aufgaben des Friedens standen wir schon einmal gegenüber, vor fast einer Generation. Sie wurden von einer republikanischen Regierung verpfuscht. Das darf jetzt nicht passieren. Wir werden das dieses Mal nicht zulassen.
[…]“

Die Rede war inhaltlich und in ihrer Form eine typische Wahlkampfrede, die auf die spezielle Zuhörerschaft zugeschnitten war. Roosevelt war sich durchaus bewusst, dass die gegen ihn erhobenen Vorwürfe von einem Hinterbänkler stammten und nicht aus den Reihen seines Herausforderers. Gleichwohl versuchte er den Eindruck zu erwecken, dass die Angriffe von der republikanischen Parteiführung und, wenn schon nicht von Dewey selbst, so doch von seinem Wahlkampfstab in die Öffentlichkeit gebracht worden seien.
Samuel I. Rosenman meinte, dass niemand die kurze Passage über Fala besser als Roosevelt hätte vortragen können. Robert E. Sherwood bedauerte, dass er die Anerkennung nicht annehmen könne, die ihm häufig und unzutreffend wegen der großartigen Anspielung auf Fala zugetragen werde. Roosevelts Arbeitsministerin Frances Perkins hob hervor, dass Roosevelt den schmutzigen und gemeinen Attacken gegen Einzelne, die heimlich verbreitet würden, perfekt entgegengetreten sei. Sie stellten für seine Präsidentschaft keine Gefahr mehr dar. In Anspielung auf Dewey als Halter einer Dänischen Dogge wurde die Rede als eine Auseinandersetzung „zwischen einem großen Mann mit einem kleinen Hund und einem kleinen Mann mit einem großen Hund“ bezeichnet. Von politischen Kommentatoren wurde die Rede als der Wendepunkt des Wahlkampfs betrachtet. Roosevelt hatte seinen Unterstützern wie seinen Gegnern demonstriert, dass er immer noch für eine vierte Amtszeit zu gebrauchen war. Dementsprechend führte die Rede zu einer starken Mobilisierung demokratischer Wähler, die sich nun in die Wählerlisten eintragen ließen.
Daneben gab es aber auch Kritik, vorrangig an den Anspielungen auf Hitler und Goebbels, die in der Auseinandersetzung mit einem politischen Gegner als unangemessen empfunden wurden. Unter wirtschaftlicher Not leidende Farmer verlangten konkrete Unterstützung, und keine „Tiergeschichten“. Und es wurde als unangemessen kritisiert, dass ein Oberbefehlshaber der Streitkräfte während des Krieges mit Albernheiten wie der vermenschlichten Darstellung eines Hundes an die Öffentlichkeit tritt. Für den Rest des Wahlkampfs wurde Fala in der Öffentlichkeit nicht weniger häufig präsentiert. Nach der Fala-Rede und den entsprechenden Reaktionen war er allerdings nur noch der wohlerzogene Familienhund der Roosevelts und der Begleiter des Präsidenten.

## Nachwirkung
Es ist unbestritten, dass die „Fala-Rede“ Richard Nixon dazu inspiriert hat, acht Jahre später in großer Bedrängnis seine „Checkers-Rede“ zu halten. Er war zu dieser Zeit als republikanischer Kandidat um das Amt des Vizepräsidenten wegen des „Nixon-Fonds“ angegriffen worden, in den politische Unterstützer Geld einzahlten, um seine politische Tätigkeit zu finanzieren. Ein solcher Fonds war nicht illegal, aber er setzte Nixon dem Vorwurf der Abhängigkeit aus und er stand kurz vor der Entlassung durch den Präsidentschaftskandidaten Dwight D. Eisenhower. Am 23. September 1952, genau acht Jahre nach der „Fala-Rede“, hielt Nixon eine Fernsehansprache, die als „Checkers-Rede“ in die Geschichte einging. Nixon verteidigte den keineswegs geheimen Fonds, und stellte sich als einen Mann mit bescheidenen Mitteln, aber aufrichtigen Patrioten dar. Ein einziges Geschenk habe er erhalten, das er jedoch auf keinen Fall zurückgeben werde: einen kleinen Cockerspaniel aus Texas, dem seine 6-jährige Tochter Patricia den Namen Checkers gegeben habe. Die Rede gilt bis heute als rhetorisches Meisterstück, brachte Nixon eine überwältigende öffentliche Unterstützung, und Eisenhower hielt nicht nur an Nixon fest, sondern gewann mit ihm die Wahlen.
Über Jahrzehnte hinweg wurde die Behauptung, Roosevelt habe Fala mit einem Kriegsschiff abholen lassen, gelegentlich von Vertretern der äußersten Rechten wiederholt. In einer nach eigener Darstellung „konservativen“ Zeitschrift wurden noch 1974 an den Leser eine Reihe von Fragen über amerikanische Präsidenten gestellt, darunter „Wer war der erste Präsident, der einen Zerstörer hunderte von Meilen weit geschickt hat, nur um seinen Hund abzuholen?“ – „Franklin D. Roosevelt entsandte einen Zerstörer, um seinen Hund Fala in Alaska abzuholen.“ Die Reden Roosevelts und Nixons werden bis heute gelegentlich in der politischen Berichterstattung erwähnt.

## Übersetzte englischsprachige Texte
1. ↑  Redebeitrag des Abgeordneten Knutson vom 31. August 1944: I read the two articles written by the gentlewoman from Connecticut [Luce]. I thought they were very temperate. There were some things she might have said in connection with the President"s recent trip — or should I say jaunt — to the Pacific that she refrained from telling. She did not inform the Country that the President was accompanied by a flotilla of battleships, cruisers, and destroyers that should have been out in the far Pacific fighting the Japs. Neither did she comment upon the rumor that Falla [sic!], that little Scotty dog, had been inadvertently left behind at the Aleutians on the return trip, and that they did not discover the absence of the little doggie until the party reached Seattle, and that it is rumored that a destroyer was sent a thousand miles to fetch him.
2. ↑  Redebeitrag des Abgeordneten Knutson Mitte September 1944: “‘The dog,’ declared Representative Tootson (sic!), ‘has often been referred to, and with reason, as man’s best friend. No good American, no good President, no good Commander-in-Chief would have flinched and sending a plane to rescue his dog even though he ran the risk of adverse criticism. Without hesitation the President sent not one but thousands of our planes and our boys to save the British Empire and Russian communism. He could not spare one plane to rescue his best friend.” Die Anspielung auf Briten und Russen ist vor dem Hintergrund Knutsons’ radikal isolationistischer Haltung zu sehen. Die Rettung eines Hundes, des britischen Empire oder der russischen Kommunisten erschienen ihm allesamt inakzeptabel.